# Округ Трутлен (Џорџија)
Трутлен (енгл. Treutlen County) је округ у америчкој савезној држави Џорџија.

## Демографија
По попису из 2010. године број становника је 6.885, што је 31 (0,5%) становника више него 2000. године.
| Група             | 2000.         | 2010.         |
| Белци             | 4.463 (65,1%) | 4.466 (64,9%) |
| Афроамериканци    | 2.269 (33,1%) | 2.247 (32,6%) |
| Азијати           | 18 (0,3%)     | 13 (0,2%)     |
| Хиспаноамериканци | 79 (1,2%)     | 103 (1,5%)    |
| Укупно            | 6.854         | 6.885         |